# Angolska košarkaška reprezentacija
Angolska košarkaška reprezentacija predstavlja državu Angolu u međunarodnoj košarci.
12. je na svijetu po plasmanu FIBA-e.

## Nastupi na velikim natjecanjima

### Olimpijske igre
- 1992.: 10. mjesto
- 1996.: 11. mjesto
- 2000.: 12. mjesto
- 2004.: 12. mjesto
- 2008.: 12. mjesto

### Svjetska prvenstva
- 1986.: 20. mjesto
- 1990.: 13. mjesto
- 1994.: 16. mjesto
- 2002.: 11. mjesto
- 2006.: 10. mjesto
- 2010.: 15. mjesto
- 2014.: 17. mjesto

### Afrička prvenstva
- 1980.: 7. mjesto
- 1981.: 8. mjesto
- 1983.:  srebro
- 1985.:  srebro
- 1987.:  bronca
- 1989.:  zlato
- 1992.:  zlato
- 1993.:  zlato
- 1995.:  zlato
- 1997.:  bronca
- 1999.:  zlato
- 2001.:  zlato
- 2003.:  zlato
- 2005.:  zlato
- 2007.:  zlato
- 2009.:  zlato
- 2011.:  srebro
- 2013.:  zlato

## Trenutačna momčad
(sastav na SP 2010.)
| Ime i prezime      | Klub                     |
| ------------------ | ------------------------ |
| Domingos Bonifacio | Recreativo Libolo        |
| Olimpio Cipriano   | Recreativo Libolo        |
| Roberto Fortes     | Petróleos Luanda         |
| Vladimir Geronimo  | Primeiro de Agosto       |
| Miguel Lutonda     | Primeiro de Agosto       |
| Carlos Almeida     | Primeiro de Agosto       |
| Felizardo Ambrosio | Primeiro de Agosto       |
| Carlos Morais      | Primeiro de Agosto       |
| Leonel Paulo       | Recreativo Libolo        |
| Joaquim Gomes      | Primeiro de Agosto       |
| Divaldo Mbunga     | Montana State University |
| Eduardo Mingas     | Primeiro de Agosto       |
| Luís Magalhães     |                          |